# 徐霞客游记
徐霞客游记是中国旅行家、地理学家徐霞客的旅游日记，去世前託家庭塾师季夢良整理原稿，後由季夢良、王忠紉將遊記手稿編輯成書。由于明清之际战乱，多有散失，残余篇幅由后人辑编成册，共20卷。根据他的朋友，家人的墓誌铭，后来游记中和其他材料的记载，可以推知遊記散失的部分。最近发现浙遊至粤西遊旧钞本五册，题名《徐霞客西游记》，所记日数、字数均较世传本为多，有原编者季梦良的题识（1642年），应是季编本的残存部分。在四庫全書之中為史部地理遊記類。
徐霞客自20岁（1607年）新婚那年开始旅游，直到去世前一年（1640年），足迹遍布中国16个省。

## 成書經過
明崇禎十三年（1640年），在雲南得病，雙足不能行走，由當地知府用轎子送返江蘇江陰。去世前託家庭塾师季夢良（字會明）整理原稿，崇祯十五年（1642）腊月编成《徐霞客西游记》，为最早抄本。季夢良又轉托友人王忠紉進行整理，不久忠紉赴任福州，將原稿交還徐霞客長子徐屺。崇禎十四年三月宜興曹駿甫到馬鎮弔祭，順便把原稿借去謄錄，成為《遊記》原稿的第一個抄本。原稿逾年奉還，徐屺把原稿仍交季夢良整理。季氏於崇禎十五年十二月錄完一遍，“因地分集，錄成一編”，並作一序。他第二年去世後，清軍進攻江陰時，季夢良幫助守城，徐霞客长子徐屺、侄徐虞卿遇难，《遊記》手稿大部分被焚於兵火，山东刘果督学江南，特访问霞客之孙徐建极，索记游之书。徐建极将残存游记稿本及大理石送给刘果。游记手稿本從此下落不明。
徐霞客妾周氏所生之子李寄（徐李寄）輾轉得知曹骏甫所抄抄本已辗转到宜兴史夏隆处。徒步到宜兴，拜访史夏隆，得游记最早抄本，依此补得《游太华山日记》、《游颜洞记》、《盘江考》三文。李寄（徐李寄）收集殘存的抄本以及「宜興曹駿甫稿本」再編輯成《徐霞客遊記》，称为「李介立本」，被誉为“诸祖之本”。清初吳江人潘耒為《徐霞客遊記》作序。康熙四十八年（1709）杨名时从刘开南处得《徐霞客游记》，康熙四十九年（1710年），杨名时从朋友处又得《游记》另外抄本，进行互校，并重新抄录一遍。《四库全书》所收即“杨名时所重加编订者也”。乾隆年间，江阴人陈泓又对《徐霞客游记》李寄、杨名时等諸多版本進行校雠。陈泓還撰有《诸本异同考略》，对《徐霞客游记》的版本流传作了详细的梳理。乾隆四十一年（1776），徐镇根据「李介立本」将《徐霞客游记》刊刻成书，正式出版。嘉庆十一年（1806），徐镇以自己刊行的《徐霞客游记》送给江阴人叶廷甲，叶氏见“朽蠹颇多”，嘉庆十三年（1808）叶廷甲重新刊行徐镇所贈之《徐霞客游记》，“讹者削改，朽者重镌”。1928年丁文江主持编辑《徐霞客游记》，用新式标点，附《旅游路线图》。1980年褚紹唐、吳應壽以季会明抄本和乾隆本为底本，参校新發現的“季夢良抄本”和“徐建極抄本”整理、校点，1991年再由褚绍唐重新编制的《徐霞客旅行路线图集》。是目前研究徐霞客及其《遊記》最完善的本子。

## 影響
徐霞客游记全書約六十萬字，是中国最早的一部比较详细记录所经地理环境的游记，也是世界上最早记述岩溶地貌并详细考证其成因的书籍。徐霞客一生除了家中发生重大事件外，幾乎没有停止旅行，并详细记录途中所见，是地理学家和考古学家不可多得的研究材料。钱谦益肯定《徐霞客游记》“皆订补桑《经》郦《注》及汉、宋诸儒疏解《禹贡》所未及”，推其为“古今游记之最”。《徐霞客遊記》自明崇禎十五年（1642年）初版到1985年朱惠榮校註本。已出版38次，相關的研究論文有139篇。
2011年3月30日，中华人民共和国国务院常务会议通过决议，将《徐霞客游记》开篇日5月19日定为“中国旅游日”。

## 年表
- 1607年，开始旅游，母亲为他製远遊冠，游历太湖泛舟，登东西洞庭山，游记缺失；
- 1609年，“历齐、鲁、燕、冀间，上泰岱，拜孔林，谒孟庙三迁故里，峄山吊枯桐”，游记缺失；
- 1613年，入浙，从曹娥江独走宁波，渡海遊落迦山，游记缺失。从3月30日开始是游记第一卷，遊天台山，遊雁荡山。
- 1614年冬，遊金陵（南京），游记缺失；
- 1616年，遊白岳、黄山、武夷山、九曲溪、杭州西湖；
- 1617年，第一位妻子病逝，没有旅行；
- 1618年，再遊黄山，庐山；过波阳湖；年底续娶第二位妻子；
- 1619年，妻子生子，没有旅行；
- 1620年，遊浙江仙遊九鲤湖，试钱塘江潮；
- 1621年—1622年，母病危，没有旅行；
- 1623年，遊嵩山、华山、太和山（武当山），开始游记第二卷；
- 1624年，陪母亲遊荆溪、勾曲（在浙江），没有游记；
- 1625年- 1627年，母亲去世，守孝，没有旅行；
- 1628年，遊福建；
- 1629年，遊北京、天津蓟县盘山，游记缺失；
- 1630年，再遊福建；
- 1631年，没有旅行；
- 1632年，遊天台山、雁荡山，泛舟太湖；
- 1633年，北上遊五臺山、恒山；
- 1634年—1635年，长媳生长孙，次子娶妻，没有旅行；
- 1636年—1640年，放舟赴浙江，从浙江旅行至江西、湖南、广西、贵州、云南，四年没有回家，游记中第三卷到第19卷都是这四年的游记，每日都有记载，其中有部分散失，第20卷是他的诗文，其他人写的序等。[9]
- 1641年，回到家中病逝，时年54岁。

## 延伸阅读
[在维基数据编辑]
 在维基文库阅读本作品原文（ 在维基共享资源阅览影像）
 《徐霞客遊記 (四庫全書本)》